# أداد عديم الساق
الكارلين أو أداد عديم الساق أو كرلين عديم الساق (الاسم العلمي: Carlina acaulis) نوع نباتي ينتمي إلى جنس الأداد من الفصيلة النجمية.